# 利西昌斯克市镇
利西昌斯克市级市镇（羅馬化：Lysychanska miska hromada）是乌克兰盧甘斯克州北顿涅茨克区的市镇，行政中心为利西昌斯克。市镇面积为407.6平方公里，2020年人口数量为113,782人。

## 历史沿革
2020年由原利西昌斯克市拉达与原波帕斯納區的比洛霍里夫卡镇拉达、小梁赞采韦镇拉达、沃夫乔亚里夫卡镇拉达和米尔纳多利纳镇拉达四个镇拉达辖区合并组建而成。

## 聚居点
该市镇下辖3个市、8个镇、6个村庄：

### 市
- 利西昌斯克（行政中心）
- 新德鲁热斯克
- 普里維利亞

### 镇
- 比洛霍里夫卡
- 沃夫喬亞里夫卡
- 小梁贊采韋
- 米爾納多利納
- 利西昌斯基（烏克蘭語：Лисичанський (селище)）
- 托波利夫卡（烏克蘭語：Тополівка (Сєвєродонецький район)）
- 洛斯库季夫卡
- 皮德利斯内（烏克蘭語：Підлісне (Сєвєродонецький район)）

### 村庄
- 白霍拉
- 上卡姆揚卡
- 佐洛塔里夫卡
- 拉伊-亚历山德里夫卡
- 烏斯蒂尼夫卡
- 希皮利夫卡（烏克蘭語：Шипилівка）